# Orthosia arenosa
Orthosia arenosa är en oleanderväxtart som beskrevs av Joseph Decaisne. Orthosia arenosa ingår i släktet Orthosia och familjen oleanderväxter. Inga underarter finns listade i Catalogue of Life.